# 里納爾多·埃斯特
里納爾多·埃斯特（義大利語：Rinaldo d'Este，1655年4月26日—1737年10月26日），摩德納公爵，1694年至1737年在位。

## 家庭
1696年，里納爾多與不倫瑞克-呂訥堡的夏洛特·費莉齊塔結婚，兩人共有2子3女：
1. 貝內迪塔（英语：Benedetta d'Este）（1697年—1777年）
2. 法蘭西斯科（1698年—1780年），摩德納公爵
3. 艾瑪莉亞（英语：Amalia d'Este）（1699年—1778年）
4. 吉安·費德里科（1700年—1727年）
5. 恩里切塔（英语：Enrichetta d'Este）（1702年—1777年），帕爾馬公爵夫人